# Blackstar (chanson)
Pour les articles homonymes, voir Black Star.
Singles de David Bowie
Sue (Or in a Season of Crime)
(2014) Lazarus
(2015)
Pistes de Blackstar
'Tis a Pity She Was a Whore
(2)
Blackstar est le premier single de David Bowie tiré de son album Blackstar sorti le 19 novembre 2015.

## Musiciens
- David Bowie : chant, chœurs
- Donny McCaslin : saxophone ténor, flûte en sol, flûte traversière
- Ben Monder : guitare solo
- Jason Lindner (en) : claviers
- Tim Lefebvre (en) : basse
- Mark Guiliana : batterie
- Tony Visconti : cordes[1]